# Rockford
Rockford — лабиринтная компьютерная игра, разработанная подразделением Mastertronic Arcadia Systems и изданная First Star Software в мае 1988 года. Распространением в мире занимались подразделения Mastertronic, издавая игру для платформ Atari ST, Atari XL/XE, Amstrad CPC, Commodore 64, DOS, ZX Spectrum и Amiga. Известно о переиздании Rockford в составе одного сборника.
В Rockford игрок управляет копающим лабиринт игровым персонажем, которому нужно за ограниченное время найти заданное число алмазов и выйти из лабиринта. Всего предлагается 5 миров с различным сеттингом, и в каждом из которых имеется по 4 уровня различной сложности. Игровой мир населён характерными для него существами — они могут как препятствовать главному герою, так и являться источником алмазов. Rockford был разработан создателями игры Boulder Dash и является её продолжением.
Rockford получил сдержанные отзывы от игровой прессы: прозвучало много сравнений с предшественником Boulder Dash, получены различные отзывы по графике и звуку, критики хорошо отозвались об увлекательности и сложности. Сравнивая игру на различных платформах, критики негативно отнеслись к реализации прокрутки экрана на ZX Spectrum и Commodore 64, но более положительно — к анимации и звуковому сопровождению на Atari ST и Amiga.

## Сеттинг
Rockford помещает игрока в один из пяти миров, в каждом из которых необходимо решать головоломки и собирать сокровища. История первого мира связана с Древним Египтом: согласно истории в игре, племена пигмеев тропической Африки во время расцвета Египта приняли религию и образ жизни его жителей, и это сохранилось до настоящего времени. Здесь отважному путешественнику предстоит столкнуться в джунглях со змеями, летучими мышами и обезьянами, а также со стенами из туканов и слонов. Второй мир находится в гималайском королевстве, где у правителя имеются молодильные яблоки, но добраться до них нелегко. Молодильное дерево скрыто ото всех, но сами яблоки подаются королю и его свите. Игровой персонаж переодевается в повара и отправляется за ними на кухню дворца, где его поджидают змеи, летающие тосты, падающие апельсины, столовые приборы и др. Третий мир находится в Северной Америке, где спрятаны сокровища ацтеков в стране Эльдорадо. Несмотря на то, что многие не верят в её существование, главный герой отправляется на поиски страны. Персонаж принимает образ ковбоя, который на своём пути посреди пустыни с кактусами сражается с индейцами и собирает монеты, остерегается поездов и томагавков. Четвёртый сеттинг помещает игрока в космос, где тот собирает звёзды, уклоняясь от комет, космических кораблей и ракет. Пятый и последний мир находится в лаборатории Франкенштейна, где безумный доктор работает над созданием существа из неживой материи, и этот мир населяют монстры — рабы Франкенштейна. Главный герой собирает сердца и избегает встреч со скелетами и черепами.

## Игровой процесс

Игровой процесс Rockford, версия для DOS, второй из миров: главный герой — повар в центре собирает яблоки; за стеной слева бабочка охраняет яблоки; существо сверху двигается и прикосновением превращает камни в яблоки

Rockford представляет собой лабиринтную игру, которая предлагает 5 миров, в каждом из которых главный герой исполняет свою роль: миры отличаются друг от друга графически, и игрок управляет охотником, поваром, ковбоем, космонавтом или доктором. Один мир состоит из 4 уровней для прохождения. Объём всего игрового мира оценивается в 80 экранов. Задачей на всех уровнях является сбор заданного числа «алмазов» (в зависимости от сеттинга это алмазы, яблоки, монеты или др.); для завершения требуется покинуть лабиринта через выход. Начинать игру можно в любом из миров, и для его прохождения даётся 4 жизни. Уровни мира проходятся последовательно, и чем дальше, тем они становятся сложнее. После прохождения мира игра заканчивается.
Лабиринт состоит из пустых областей, земли (через которую не проникают существа и не падают камни), камней и алмазов (падающих при образовании пустоты под ними), взрываемых и невзрываемых стен. На уровне ещё присутствуют различные существа. Занимающие одну клетку враги двигаются по периметру области, и прикосновение с ними (нахождение в соседней клетке) приводит к потере жизни. Уничтожать врагов можно сбрасыванием на них камней и алмазов, в результате чего они взрываются. Во всей игре можно выделить два основных вида врагов, которые изображаются по-разному, при этом одни взрываются и образуют пустоту, а другие после взрыва оставляют алмазы. На уровнях встречаются другие существа, например, в виде змеи (см. илл), которые неуничтожаемы и непроходимы, но они своим прикосновением превращают камни в алмазы. Ряд игровых объектов имеет особенное поведение. Так, есть стены, которые растут в случае, если имеется свободное пространство слева или справа от них. На уровнях с доктором есть краны, которые включаются игровым персонажем, и из одного из них капает кровь или вода, а из другого появляется огонь. Их свойства таковы, что жидкость тушит огонь, а главный герой может толкать её для того, чтобы потушить пламя.

## Разработка и выпуск
Rockford является продолжением Boulder Dash, и в его создании участвовали авторы оригинальной игры. В частности, проектирование уровней было выполнено Фернандо Эррерой (англ. Fernando Herrera) и Питером Лиепой (англ. Peter Liepa). Проектированием игры занимался Питер Лиепа совместно с Крисом Греем (англ. Chris Gray). Программированием версии для DOS занимался Джон Конли (англ. John Conley) посредством адаптации версии для Amiga при содействии Фернандо Эрреры, Тони Мансо (англ. Tony Manso) и Тодда Вайса (англ. Todd Weiss). Графика была создана Дэвидом Шрёдером (англ. David Schroeder), Вальтером Мейерсом (англ. Walter Meiers) и Дэвидом Джонсоном (англ. David Johnson), музыка написана Ником Скаримом (англ. Nick Scarim).
В интервью Питер Лиепа сообщил, что изначально при разработке Rockford не использовалось никакой анимации или прокрутки экрана, элементы игры состояли из спрайтов размером 8 × 8 пикселей, умещаясь полностью на экране, составляя лабиринт из 24 × 40 ячеек. Тогда Крис Грей предложил сделать так, чтобы бегающий и поедающий землю элемент был человеческим персонажем. Когда они показали потенциальному издателю игровой прототип, то тот указал, что персонаж слишком мал, и было бы лучше, если бы его сделать более узнаваемым. Но это сложно было сделать, не увеличивая персонажа, который был ограничен размером клетки лабиринта. Для решения этой проблемы в игру была введена прокрутка экрана, благодаря которой при увеличении спрайтов можно было поместить в Rockford имеющийся игровой мир. Так изображения стали по размеру в 2 раза больше (16 × 16), размер лабиринта остался таким же (шириной в 40 клеток), но для реализации прокрутки потребовалось игру существенно дорабатывать. Для того, чтобы анимировать персонажа, Питер разработал редактор спрайтов, и с этого момента началась проработка персонажа как такового. Прообразом стал пушистый смурф, но, работая над ним, Питер стремился его «оживить» — в конечной реализации если игрок не выполняет никаких действий, то главный герой моргает глазами, постукивает ногами и делает другие анимационные действия.
Имя игровому персонажу — Rockford — дал издатель First Star Software. Как рассказывает её учредитель и президент Ричард Спитальни, он оказался первым человеком, который получил от Питера диск с первой версией игры. По признанию Ричарда, она его быстро захватила — погружение происходило быстро и интуитивно, игра была простая и давала вызов игроку, при этом нужно было как думать для преодоления препятствий, так и быстро реагировать на падающие камни. То, что прислал Питер в первый раз, уже было достаточно близко к финальной версии игры. Издатель запросил более качественную прорисовку палитр, добавить призовые уровни без прокрутки экрана, а также предложил поработать над сложностью, чтобы игроку предоставлялись более сложные элементы постепенно, и таким образом, можно было управлять кривой обучения. В игру были добавлены возможность толкать камни, не сходя с места, новые монстры и то, что они могли взрываться.
Перед публикацией издатель был уверен в том, что игру ждёт успех, но не было понятно, насколько он будет сильный. Предварительно они общались со своими друзьями, редакторами журнала Electronic Games, которым нравился Boulder Dash. Впоследствии те опубликовали обзор с хорошим отзывом о Rockford.
Rockford была выпущена в мае 1988 года на платформах Atari ST, Atari XL/XE, Commodore 64, DOS и ZX Spectrum. В июле того же года игра была портирована и выпущена для компьютеров Amiga. Распространением во всем мире занималась Mastertronic, где в США над этим работало её подразделение Arcadia, а в остальном мире другое подразделение — Melbourne House. Роль издателя в Испании для компьютеров ZX Spectrum взяла на себя компания Dro Soft. В 1988 году Rockford была переиздана Sinclair Research в составе сборника игр Sinclair Game Compilation для компьютеров ZX Spectrum. Выпущенные версии несколько различались. Так, реализация для компьютеров Amiga была единственной, которая поддерживала «мышь» (что было модно в то время), а версия для ZX Spectrum на кассете поставлялась с бесплатной игрой Rockman на другой стороне плёнки.

## Оценки и мнения
| Иноязычные издания | Иноязычные издания | Иноязычные издания       | Иноязычные издания | Иноязычные издания | Иноязычные издания |
| Издание            | Оценка             | Оценка                   | Оценка             | Оценка             | Оценка             |
| Издание            | Amiga              | Atari ST                 | Commodore 64       | DOS                | ZX Spectrum        |
| ------------------ | ------------------ | ------------------------ | ------------------ | ------------------ | ------------------ |
| ACE                |                    | 758                      | 720                | 832                | 720                |
| ASM                |                    | 21/50 (ST) 39/50 (XL/XE) | 19/50              |                    | 28/50              |
| Crash              |                    |                          |                    |                    | 57 %               |
| Dragon             |                    | [ 11 ]                   |                    |                    |                    |
| Génération 4       | 82 %               | 78 %                     |                    |                    |                    |
| Happy Computer     |                    |                          | 48 %               |                    |                    |
| MicroHobby         |                    |                          |                    |                    | 37/50              |
| Power Play         | 6,5/10, 34 %       | 6,5/10, 34 %             | 6,5/10, 34 %       | 6,5/10             | 6,5/10, 34 %       |
| Sinclair User      |                    |                          |                    |                    | 8/10               |
| The Games Machine  | 76 %               | 74 %                     |                    | 70 %               |                    |
| Your Sinclair      |                    |                          |                    |                    | 8/10               |
| ST Action          |                    | 65 %                     |                    |                    |                    |

Среди критиков игра не раз сравнивалась с Boulder Dash. Так, в ACE отметили, что в Rockford используются те же игровые механики — обход препятствий, сбрасывание камней на врагов и поиск выхода из лабиринта. Обозреватели Crash посчитали, что игра является клоном Boulder Dash и что между ними не много различий. При этом недостатки Boulder Dash не были учтены, и, как следствие, Rockford можно рассматривать как среднюю бюджетную игру. Тем не менее рецензенты сообщили, что нельзя сказать, что это самая совершенная игра серии Boulder Dash, но она достойно повторяет игровой процесс своего предшественника. В статье Your Sinclair игру посчитали клоном Boulder Dash, который даёт достойный вызов игроку, и при этом игра не утратила увлекательность и играбельность своего предшественника. В Generation 4 написали, что Rockford «сохранила дух» Boulder Dash, привнесла положительные новшества и, по сути, является её лучшей версией. В ST Action оценили путь, который преодолела игра с 1983 года, и посчитали, что она ничего не потеряла и что в то же время в неё были добавлены интересные новшества.
Игровой процесс в ACE описали как скучный, так как он не изменился относительно предыдущей части. Однако при этом автор обзора отметил, что игра предлагает намного более сложные уровни. В статье The Games Machine сообщили, что игра увлекательна и сложна в том плане, что в неё легко научиться играть, но сложно стать мастером. Рецензенты Happy Computer написали о проблемах управления, когда игра плохо реагирует на нажатия кнопок и требует некоторого привыкания. Помимо того, критики отметили, что появившиеся нововведения придали новый импульс игре, но в среднем Rockford остался таким же. Критики MicroHobby сообщили, что у Rockford высокие показатели по сложности и увлекательности игрового процесса. В публикации Dragon высоко оценили игровой процесс и нашли его приятным, а также посчитали, что игроки могут провести за Rockford часы. Игровой процесс посчитали в ST Action вызывающим и быстрым, что делает игру великолепной.
В ACE графика и анимация были оценены как превосходные. В Crash же разные журналисты оставили противоречивые отзывы. Один из них утверждал, что графически игра реализована хорошо и ярко, другая заметила проблемы с прокруткой экрана, а третий посчитал, что представленная графика могла бы быть приемлема во времена Boulder Dash, но сейчас она вызывает смех. Критики Generation 4 тоже заметили непосредственность прокрутки экрана, но решили, что в такого рода играх графика не является важной составляющей. Они положительно отметили наличие красивых заставок перед каждым уровнем, юмористическую анимацию после гибели персонажа, простоту звуковых эффектов. Автор обзора Sinclair User графикой не был впечатлён, а в Happy Computer посчитали, что она не детализирована. Визуально и по звуковому сопровождению редакция The Games Machine заключила, что Rockford хороша, но не великолепна. Обозреватели MicroHobby, оценивая графику и анимацию, сообщили, что она выглядит обновлённой, с сохранением структуры предшественника и с добавлением ряда инноваций.
Версии для различных платформ сравнивались в публикации ACE. Относительно DOS-версии было сказано, что она хорошо реализована, в частности, плавность прокрутки экрана и анимация героя. Обозреватель посетовал на отсутствие задания клавиш управления, но положительно отметил возможность использования джойстика. Для Atari ST журналист написал, что у графики и звукового сопровождения хорошее исполнение. Версия ZX Spectrum, по сообщению обозревателя, оказалась неспособной обеспечить хорошую прокрутку экрана из-за ограниченных вычислительных возможностей компьютера. Менее лестных отзывов заслужила у журнала версия для Commodore 64, где тем не менее реализацию графики и звукового сопровождения назвали хорошей. Аналогичные сравнения проводились в The Games Machine, где, рассматривая версию для DOS, отметили, что графика недостаточно прорисована для этой платформы. Игра для Atari ST оказалась графически лучше прорисованной, более яркой, с плавной прокруткой экрана. Rockford для Amiga вышел позже других, и он оказался более проработанным, что заметили критики издания. Однако, по их заключению, качество соответствует версии для Atari ST с улучшением звукового сопровождения. Сравнивая графику различных версий, в Dragon пришли к выводу, что у реализаций для компьютеров Atari ST, Commodore и Amiga она намного лучше. В сравнениях Aktueller Software Markt лучших отзывов по звуковому сопровождению удостоилась версия для ZX Spectrum. Рецензенту не понравились графика и прокрутка в версиях Commodore 64 и Atari ST, и больше других он порекомендовал реализацию для Atari XL/XE.
В Power Play игра рецензировалась дважды (после выпуска и в издании 1989 года), и отзывы оказались неоднозначными. В первом отметили разнообразие противников и миров, в последнем посчитали Rockford неиграбельной, с плохим звуковым сопровождением и нечёткой графикой.
Редакция ACE включила Rockford в октябре 1988 года в сотню лучших игр за 1987/1988 годы. Журналисты отметили, что игровой процесс во многом наследовался от Boulder Dash, но тем не менее в игру было включено множество новшеств и увеличен размер игрового мира. Винтажная ценность игры, по их оценке, составила 674/1000.

## Влияние
Вы всегда можете найти черты оригинального Rockford в каждом Boulder Dash
Rockford стал продолжением оригинальной игры Boulder Dash, в которое был внесён ряд новшеств, используемых в дальнейших играх семейства и их клонах. В игре впервые произошла персонификация персонажа, которому было дано имя Rockford. Подобно образу Pac-Man, создатели стремились сохранить особенности анимации и поведения, и это в дальнейшем применялось в других играх серии (Boulder Dash Part 2, Boulder Dash EX и других). В Rockford впервые игрок помещался в разные сеттинги (пещеры, космос, …) и принимал разные роли.